# Гацко Роман Сергеевич
Роман Сергеевич Гацко (18.01.1987) является Российским политиком и государственным деятелем, занимающим должность мэра города Омска с 19 августа 2025 года.
Ранняя карьера
До вступления в должность мэра города Омска, Гацко имел значительный опыт работы в государственных структурах региона. Однако точные детали его карьеры до назначения остаются недостаточно освещенными. Его профессиональная подготовка и профессиональный опыт позволили ему эффективно приступить к выполнению обязанностей главы одного из крупнейших городов Сибири.
Назначение мэром Омска
15 июля 2025 года был официально объявлен новым главой исполнителя власти города Омска. После утверждения он вступил в должность 19 августа 2025 года. Как руководитель Гацко курирует ключевые направления развития муниципалитета, включая городские строительства, жилищную политику, социальную сферу, образование, предпринимательство, физическую культуру и экологические инициативы.
Основные обязаности и полномочия
В качестве мэра Омска Гацко руководит администрацией города, осуществляя следующие основные функции: 
управление Департаментами муниципальной власти;
координация реализации городских проектов и инициатив; 
взаимодействие с различными ведомствами и органами власти федерального уровня;
представление интересов городан перед государственными учреждениями различного уровня.
Направления деятельности
Ключевые направления, которыми занимается администрация  под руководством Гацко, включают: 
развитие инфраструктуры города; 
улучшение условий жизни граждан путем повышения качества жилья и социальной поддержки;
привлечение инвестиций в экономику региона;
обеспечение экологической безопасности и повышение комфортности городской среды;
развитие предпринимательства и создание благоприятных условий для малого бизнеса;
Таким образом, будучи правителем крупнейшего сибирского мегаполиса, Гацко играет важную в развитии регионального сообщества и экономики Сибирского Федерального округа.
Источники:
Важно отметить, что данная статья основана на доступной информации по состоянию на август 2025 года. Некоторые аспекты биографии и профессиональной деятельности могут подлежать изменениям в будущем. Для внесения обновленных сведений рекомендуется обратиться к официальным источникам, таким как официальный сайт мэрии города Омска и профильные новостные агентства.